# Саргсян, Алик Саркисович
Алик Саркисович Саргсян (арм. Ալիկ Սարգսի Սարգսյան; 1 июня 1957, село Каначут, Арташатский район, Армянская ССР) — армянский государственный деятель, генерал-лейтенант полиции (2010).

## Биография
1974—1978 — Армянский педагогический институт им Х. Абовяна. Награждён медалью полиции «За укрепление сотрудничества» (2004).
1992—1995 — высшая школа милиции министерства внутренних дел Армении. Юрист.
1978—1979 — методист в отделе культуры исполнительного комитета Абовянского горсовета.
1979—1980] — служил в советской армии.
1980—1982 — инструктор, методист в отделе культуры исполнительного комитета Абовянского горсовета.
1981—1982 — работал старшим следователем, оперуполномоченным, старшим оперуполномоченным в ОВД Шаумяновского района Еревана.
1982—1991 — начальник отделения криминальной разведки Араратского областного отдела внутренних дел МВД Армении.
1991—1992 — начальник уголовного розыска Арташатского ОВД.
1992—1993 — заместитель начальника управления по оперативным вопросам.
1993—2000 — начальник управления внутренних дел Араратского марза.
2000—2008 — марзпет (губернатор) Араратского марза. Член «РПА» (с 2006).
29 мая 2008 — 1 ноября 2011 начальник полиции Армении.
С 1 ноября 2011-2018  — советник Президента Армении.